# Protoclytra
Protoclytra es un género de insecto coleóptero de la familia Chrysomelidae.

## Especies
Las especies de este género son:
- Protoclytra angolensis Medvedev, 1987
- Protoclytra damarensis Medvedev, 1987
- Protoclytra kalaharica Medvedev, 1993
- Protoclytra namaquensis Medvedev, 1993
- Protoclytra namibica Medvedev, 1993
- Protoclytra ornatipennis Medvedev, 1993
- Protoclytra pseudorugosa Medvedev, 1987
- Protoclytra somaliensis Medvedev & Regalin, 1998
- Protoclytra subglabrata Medvedev, 1993
- Protoclytra transvaalica Medvedev, 1993
- Protoclytra tuberculata Medvedev, 1993